# 닉 힉스
닉 힉스(Nick Higgs)는 영국의 기업인이자, 브리스틀 로버스 FC의 구단주이다.
카울린 건설의 전 경영자이자 밸푸어 비티를 소유한 기업인으로 2007년 8월 브리스틀 로버스 FC의 부회장이 되었고, 이후 회장으로 선출되었다.